# Шрёдер, Луиза
Луиза Доротея София Шрёдер (нем. Louise Dorothea Sophie Schroeder; 2 апреля 1887, Альтона — 4 июня 1957, Западный Берлин) — немецкий политик, член СДПГ. Первый обер-бургомистр Берлина во время блокады Западного Берлина.

## Биография
Луиза Шрёдер — дочь продавщицы овощей и сельскохозяйственного рабочего. По окончании средней школы Луиза Шрёдер устроилась на работу в страховую компанию и активно участвовала в рабочем движении. В 1910 году вступила в СДПГ и занималась социальной политикой и вопросами прав женщин. Была одним из учредителей рабочего благотворительного общества. В 1919 году Луиза Шрёдер стала одной из самых молодых членов Веймарского учредительного собрания. После провозглашения избирательного права женщин Шрёдер стала одной из первых женщин — депутатов рейхстага. С 1925 года преподавала в работавшей при обществе школе в Берлине. Также преподавала в Германской высшей школе политики, ныне Институте политических наук имени Отто Зура при Свободном университете Берлина. С приходом к власти национал-социалисты выдали Шрёдер запрет на преподавательскую деятельность. Несколько раз её вызывали на допрос. Во время войны проживала в Гамбурге, Берлине и Дании. Попыталась зарабатывать на жизнь, открыв булочную, но её предприятие бойкотировали за то, что она отказалась использовать нацистское приветствие.
После войны Луиза Шрёдер была избрана членом городского собрания Берлина и участвовала в воссоздании СДПГ в Берлине. По настоянию Отто Зура 8 мая 1947 года Луиза Шрёдер согласилась исполнять обязанности обер-бургомистра Берлина после отставки первого послевоенного обер-бургомистра Берлина Отто Островски. В июне 1947 года преемником Островски был избран Эрнст Рейтер, не вступивший в должность из-за протеста советской стороны. Луиза Шрёдер оставалась на посту обер-бургомистра Берлина до 7 декабря 1948 года. После финансово-политического размежевания Тризонии и советского сектора оккупации Берлина в результате денежной реформы 1948 года Луиза Шрёдер входил в состав Сената Западного Берлина с Рейтером во главе и продолжала исполнять обязанности обер-бургомистра до 18 января 1951 года. При Луизе Шрёдер Западный Берлин пережил блокаду благодаря организации Берлинского воздушного моста. На выборах 1947 года была избрана депутатом бундестага. В 1948 году Шрёдер входила в учредительный комитет Свободного университета Берлина. В 1949 году Луиза Шрёдер рассматривалась в качестве кандидата на пост федерального президента ФРГ от СДПГ, но уступила Курту Шумахеру. В 1950 году Луиза Шрёдер вошла в состав Парламентской ассамблеи Совета Европы. В 1946—1950 годах Шрёдер вместе с Отто Зуром издавала в Берлине теоретический журнал «Социалистическое столетие» (нем. Das sozialistische Jahrhundert). Похоронена на кладбище Хольстенкамп в Гамбурге.
Луиза Шрёдер — кавалер золотой медали города Парижа. В 1952 году она была награждена большим крестом со звездой ордена «За заслуги перед ФРГ». 2 апреля 1957 года Луизе Шрёдер присвоили звание почётного гражданина Берлина. Имя Луизы Шрёдер носит один из залов Красной ратуши, а также спортивный центр в Веддинге, жилой квартал в Шпандау, многочисленные школы в Мюнхене, Берлине, Ниденштайне и Гамбурге. Именем Луизы Шрёдер названы также улицы и площади городов Германии. В 1998 году Сенат Берлина учредил почётную медаль имени Луизы Шрёдер.